# Yann Godart
Yann Godart (sinh ngày 19 tháng 9 năm 2001) là một cầu thủ bóng đá chuyên nghiệp người Pháp hiện đang thi đấu ở vị trí hậu vệ cánh trái cho câu lạc bộ US Avranches tại Championnat National.

## Thống kê sự nghiệp
Tính đến 20 tháng 8 năm 2021
| Câu lạc bộ          | Mùa giải            | Giải đấu                 | Giải đấu | Giải đấu | Cúp  | Cúp | Khác | Khác | Tổng cộng | Tổng cộng |
| Câu lạc bộ          | Mùa giải            | Hạng                     | Trận     | Bàn      | Trận | Bàn | Trận | Bàn  | Trận      | Bàn       |
| ------------------- | ------------------- | ------------------------ | -------- | -------- | ---- | --- | ---- | ---- | --------- | --------- |
| Metz B              | 2019–20             | Championnat National 3   | 11       | 2        | —    | —   | —    | —    | 11        | 2         |
| Seraing (mượn)      | 2020–21             | Belgian First Division B | 6        | 0        | 0    | 0   | 1    | 0    | 7         | 0         |
| Avranches           | 2021–22             | Championnat National     | 1        | 0        | 0    | 0   | 0    | 0    | 1         | 0         |
| Tổng cộng sự nghiệp | Tổng cộng sự nghiệp | Tổng cộng sự nghiệp      | 18       | 2        | 0    | 0   | 1    | 0    | 19        | 2         |

1. ↑  Appearances in the Belgian First Division A promotion-relegation play-off.